# Ryoko Hirosue

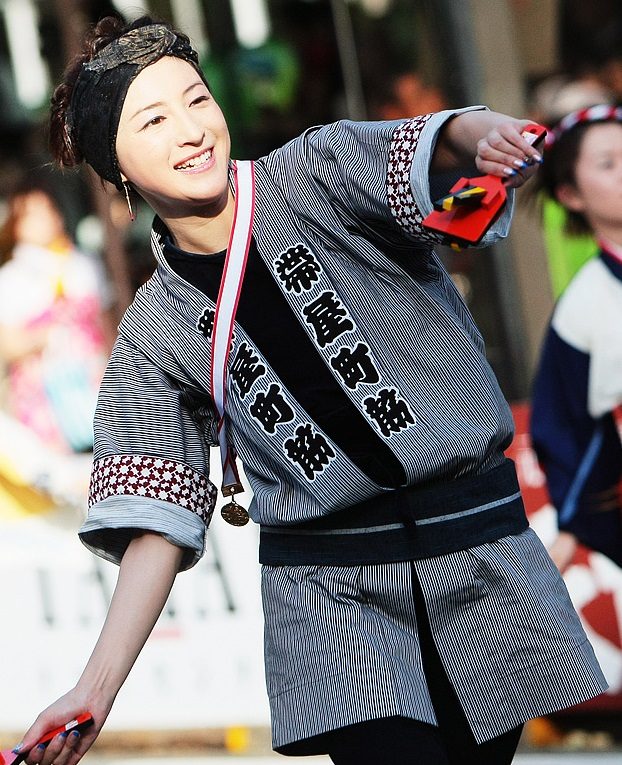
Ryōko Hirosue 19 juli 2010

Ryoko Hirosue (広末涼子, Hirosue Ryōko), född 18 juli 1980 i Kochi, Japan, är en japansk skådespelare och sångerska. Hon förekom tidigare flitigt i japanska TV-serier men har på senare tid koncentrerat sig på film. 
Hirosue spelade Jean Renos rollfigurs dotter i Luc Bessons Wasabi.
Hon har varit gift med Takahiro Okazawa 2004–2008, med vilken hon har en son. Från och med 2010 är hon gift med Jun Izutsu ("Candle Jun"); de har en son tillsammans.

## TV-serier i urval
- Summer Snow
- Dekichatta kekkon
- Beach boys
- Long Vacation

## Filmer i urval
- Hana to Alice
- Collage of Our Life
- Wasabi
- Avsked
- Goemon